# Intelligent Sensing Anywhere
A ISA - Intelligent Sensing Anywhere S.A é uma reconhecida empresa de base tecnológica com sede em Coimbra, especialista em telemetria e telegestão. Oferece e comercializa em todo o mundo produtos, aplicações e soluções de telemetria e telegestão reconhecidas e implementadas internacionalmente nas áreas do ambiente, energia e saúde.
A ISA conta hoje com mais de 100 colaboradores, estando 45 dos seus colaboradores dedicados exclusivamente a I & D.
A empresa conta hoje com escritórios em França, Espanha,  Brasil, Estados Unidos da América e Egito.
Tem sido destacada nos media, nomeadamente no Expresso, Público, Correio da Manhã, Diário de Coimbra, Diário As Beiras and TSF.

## História
A ISA foi fundada em 1990, como spin-off da Universidade de Coimbra, por uma equipa de engenheiros físicos com especialização em electrónica, instrumentação e design de software. A ISA desenvolveu sistemas electrónicos de aquisição de dados para clientes a nível mundial, tais como a Agência Espacial Europeia e para os laboratórios multinacionais industriais.
Outros clientes notáveis: BP, Shell, Galp Energia, Primagaz e Repsol YPF que usaram soluções de telemetria ISA para o Oil & Gas com vista a reduzir significativamente os seus custos logísticos e melhorar o serviço ao cliente. «Primagaz Article»

## Missão e visão
Visão
“Intelligent Sensing Anywhere: Queremos levar os nossos sistemas de telemetria a todos os cantos do mundo, a cada casa, cada carro, cada pessoa, cada ambiente! Queremos medir a qualidade do ar que respira e da água que bebe, o seu consumo de energia, a sua saúde e o estado e localização de todos os seus bens… e depois processar de forma inteligente esses dados, construindo assim um mundo melhor!”
Missão
“Oferecer produtos e soluções inteligentes de medição e controlo à distância, que satisfaçam as necessidades de informação, gestão e otimização, em tempo real, nos mercados Petrolífero, Energético, Ambiental, dos Transportes, da Segurança e Domótica e da Saúde, contribuindo de forma significativa para a criação de valor sustentado, em todo o mundo.”

## Prémios
- 2013 - NYSE Euronext Lisbon Awards 2013” na categoria de Financial Innovation «NYSE Euronext». Consultado em 7 de março de 2013. Arquivado do original em 8 de março de 2013
- 2011 - Parceiros na Inovação, Optimus Innovation Awards «Optimus»
- 2009 – Prémio de Internacionalização na 9ª edição da Venture Capital TI «Venture Capital TI»
- 2008  - Menção honrosa entregue pelo Presidente da República, Aníbal Cavaco Silva, durante o V Encontro de Inovação COTEC.  «COTEC - ISA»
- 2005, 2006, 2007, 2008 - COTEC Portugal – PME Inovadora «COTEC - ISA»
- 2006 - Metering Europe 2006 - Prémio de Inovação «European Utility Awards»
- 2006 - Fornecedor certificado para as maiores empresas de gás e combustíveis
- 2006 - Unidade de I&D certificada pela Agência de Inovação (ADI)
- 2006 - Prémio de Internacionalização ICEP e ANETIE para PMEs de TI 2006
- Prémio Inovação e Excelência Coimbra (CMC/UC)
- CEC – Prémio de “Boas Práticas de Gestão na Área da Inovação"